# Nationalpark De Hoge Veluwe
Der Nationalpark De Hoge Veluwe (kurz Hoge Veluwe) ist ein Naturpark in den Niederlanden, Provinz Gelderland. Typisch für De Hoge Veluwe ist eine wechselhafte Verteilung von Wald- und Heideflächen. Im Norden des Naturparks befinden sich außerdem große Sandmagerrasen. Im Westen gibt es noch einen Wacholder-Restbestand. Mit jährlich über 500.000 Besuchern ist De Hoge Veluwe eine der meistbesuchten Heidelandschaften Mitteleuropas. Der Naturpark bietet zwar Schwarzkehlchen und Ziegenmelker Brutareale, auf Grund des großen Besucherverkehrs sind die Lebensraumbedingungen für störungsempfindliche Vögel jedoch wenig geeignet.

## Lage, Natur
Der Nationalpark liegt im Waldgebiet Veluwe nordwestlich von Arnhem, zwischen Ede und Apeldoorn. Von diesen Städten aus ist der Park gut mit dem Auto und Bus erreichbar. Der Park hat eine Gesamtfläche von etwa 54,5 km².
Er besteht aus Wald (vorwiegend Nadelhölzer), Dünen und Heide. Viele unter Artenschutz stehende Pflanzen und Tiere leben dort, darunter Rot- und Schwarzwild. Beim Dorf Otterlo (Gemeinde Ede) befindet sich der Haupteingang mit dem Besucherzentrum. Unter dem Besucherzentrum befindet sich das Museonder, ein auch für Kinder interessantes Museum für das unterirdische Leben. Zur Erkundung des Parks stehen den Besuchern nach Zahlung der Eintrittsgebühren 43 Kilometer Radwege und 1800 Leihfahrräder zur Verfügung.

## Geschichte
Der Park entstand, als der reiche Kaufmann A. Kröller und seine deutschstämmige Ehefrau Helene Müller 1909 das Gebiet als Jagdrevier kauften. Es wurde umzäunt, europäische Mufflons und Hirsche wurden ausgesetzt, und der Architekt H. P. Berlage entwarf der Familie Kröller-Müller das Jagdhaus St. Hubertus. Da Frau Kröller-Müller als Liebhaberei zeitgenössische Kunst sammelte, musste der Park einer Harmonie zwischen Kunst und Natur entsprechen. Als das Ehepaar durch die Wirtschaftskrise 1935 in Geldprobleme geriet, kaufte ihnen der niederländische Staat die Kunstsammlung ab. Der Park wurde für das Publikum geöffnet. Seit 1943 arbeitete die niederländische Gartenarchitektin Mien Ruys an der Gestaltung des Parks. Mitte April 2014 vernichtete ein Waldbrand, angefacht durch Wind und Trockenheit, ca. 350 Hektar des Nationalparks.

## Kultur

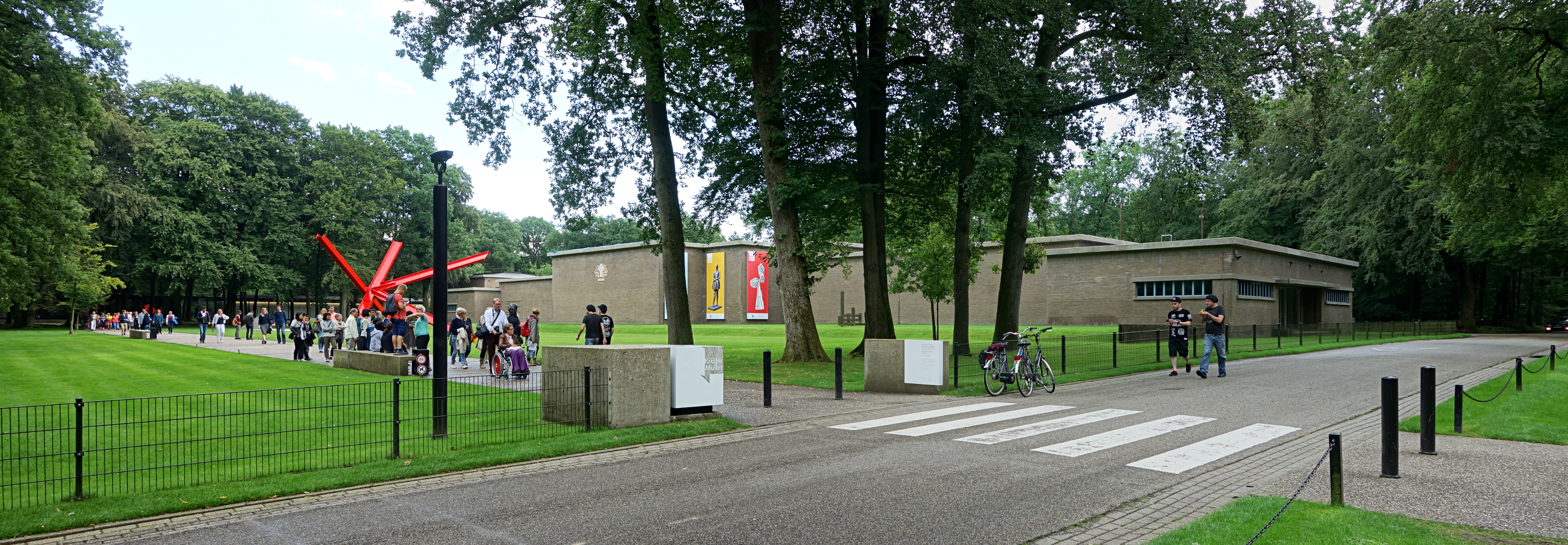
Das Kröller-Müller Museum, errichtet von Henry van de Velde und Wim Quist

Das Jagdhaus St. Hubertus, das aus der Luft gesehen einem Hirschgeweih gleicht, kann beschränkt besichtigt werden, jedoch nur mit Führung.
Die bedeutende Kunstsammlung der Helene Kröller-Müller ist im Kröller-Müller Museum untergebracht, das im nördlichen Teil des Parks liegt. Es beherbergt Werke von Vincent van Gogh, Pablo Picasso, Piet Mondrian und anderen Künstlern.
Sehr sehenswert ist der Skulpturengarten des Museums, mit Werken von Auguste Rodin, Henry Moore und anderen namhaften Bildhauern aus der Zeit nach dem Jahr 1900.

## Galerie

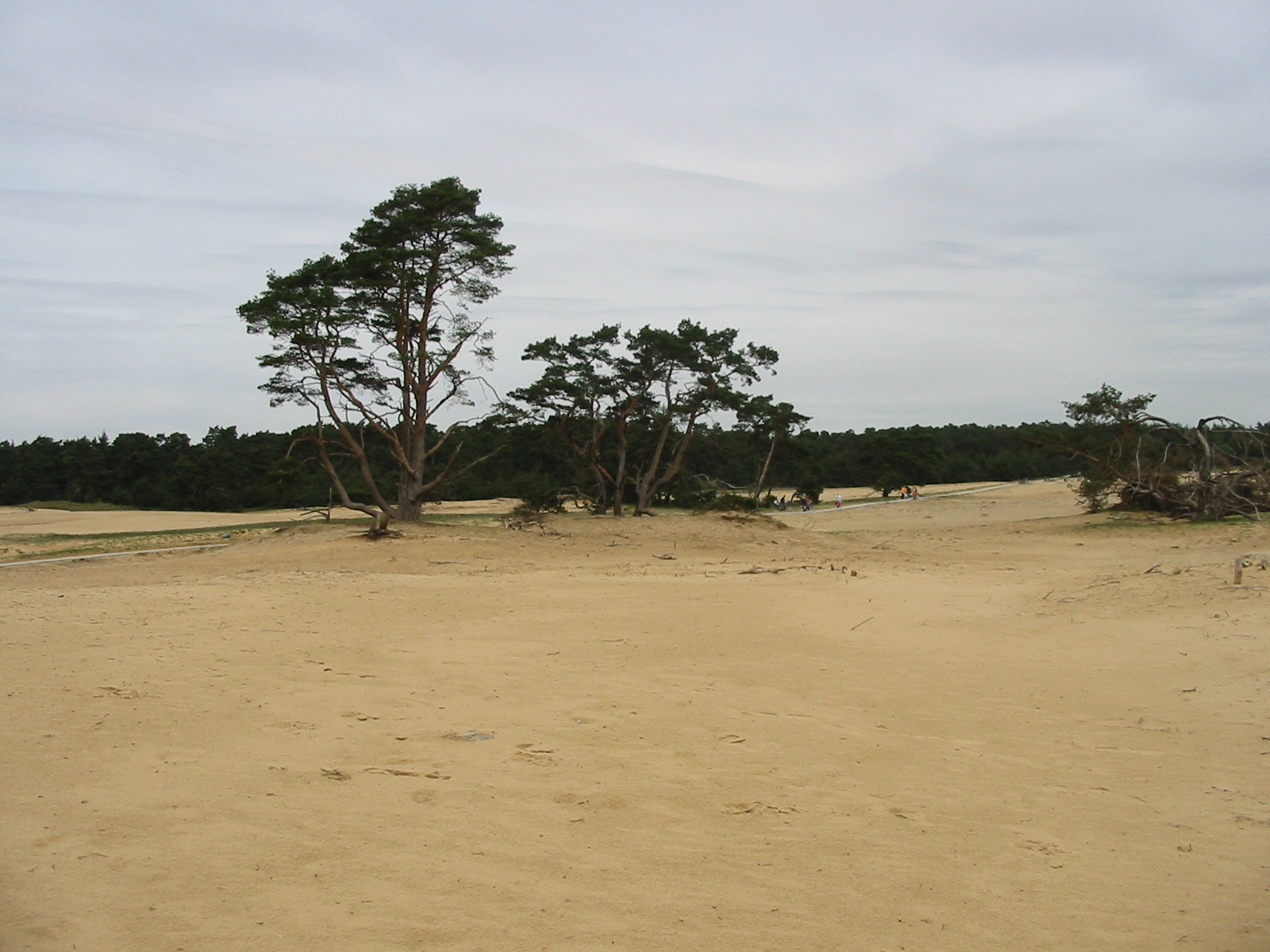
Sandverwehung „De Pollen“ im Nationalpark Hoge Veluwe
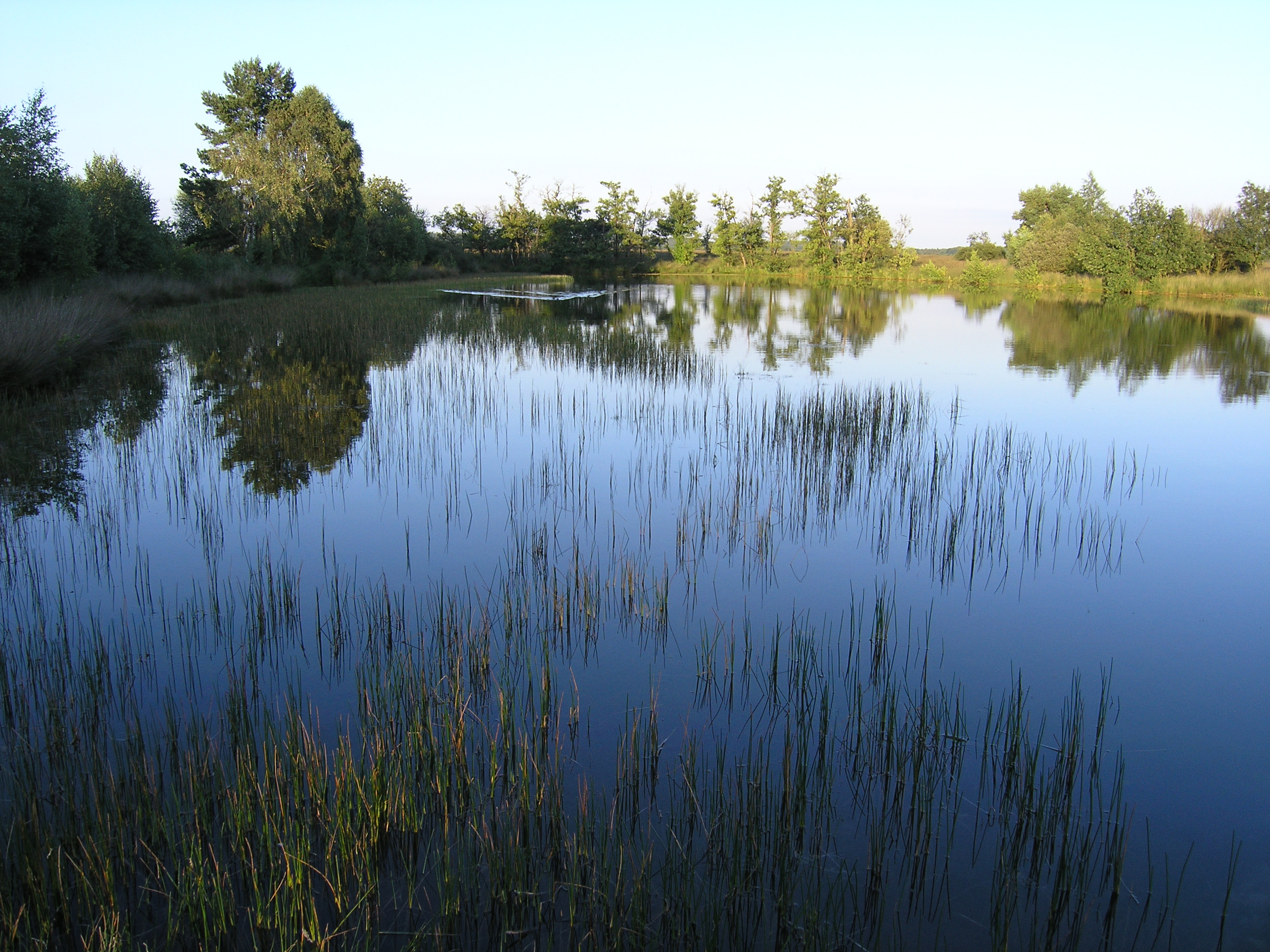
Teich im Naturpark
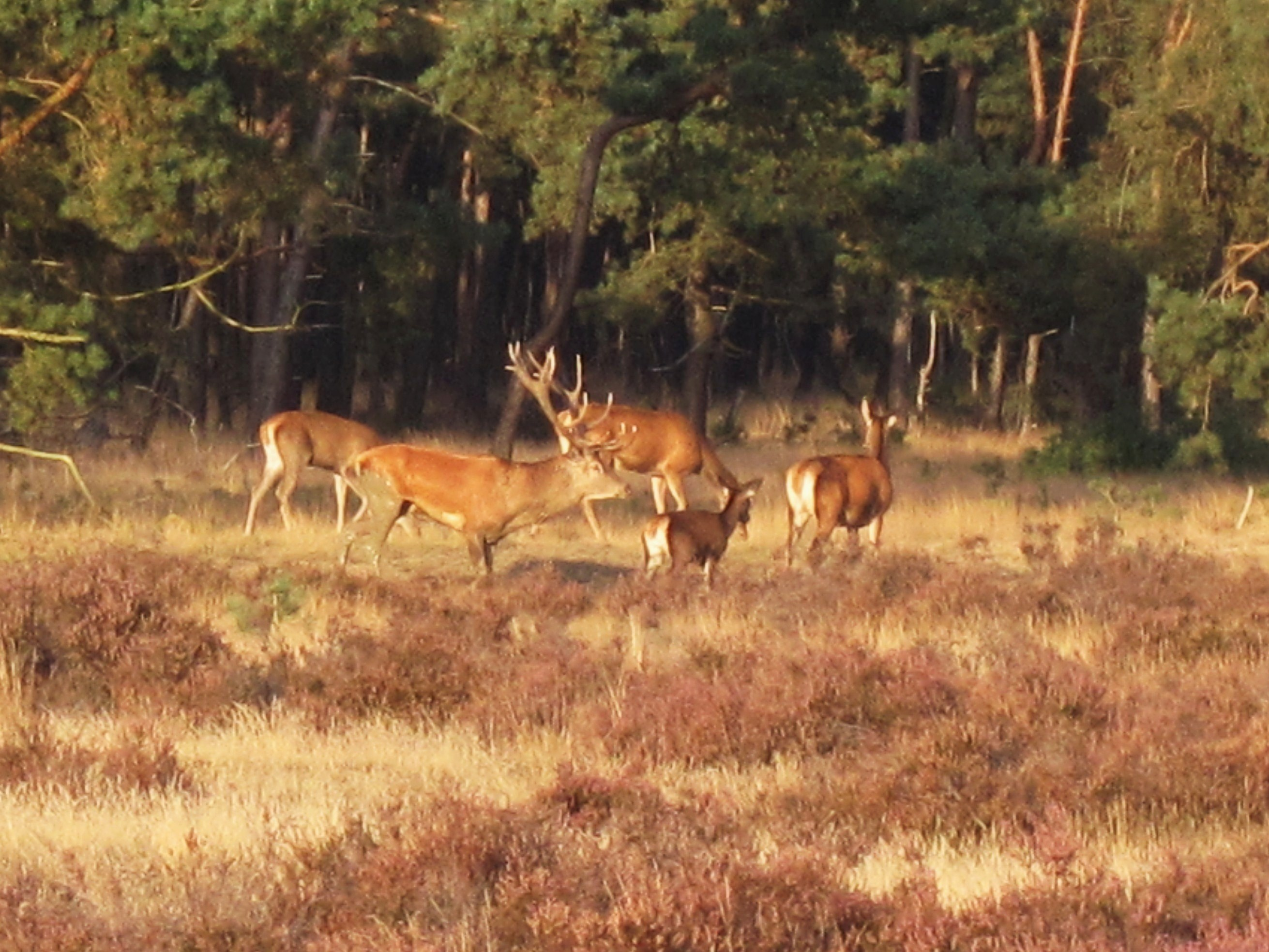
Rotwild auf einer Heidefläche in der Hoge Veluwe
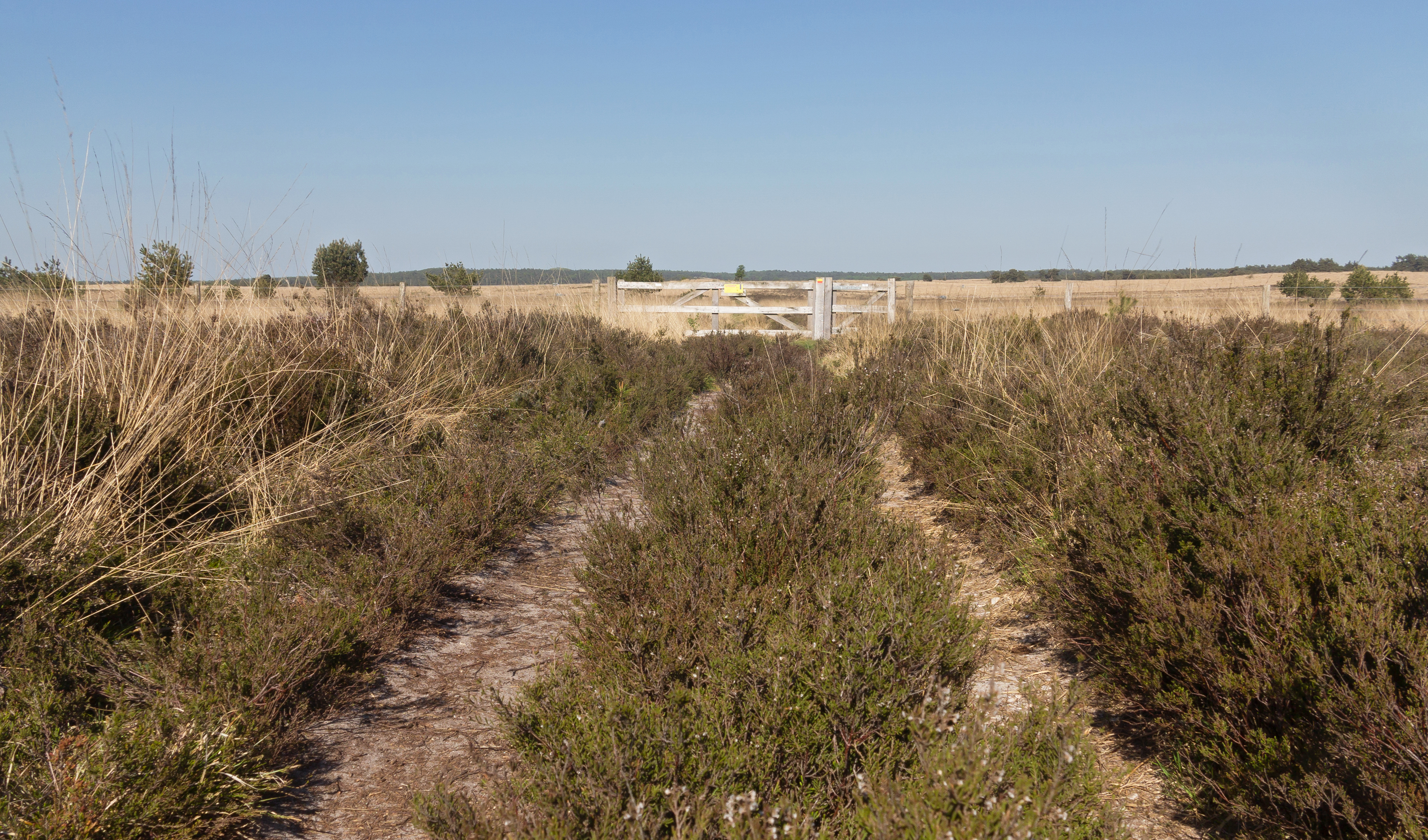
Panorama mit Zaun
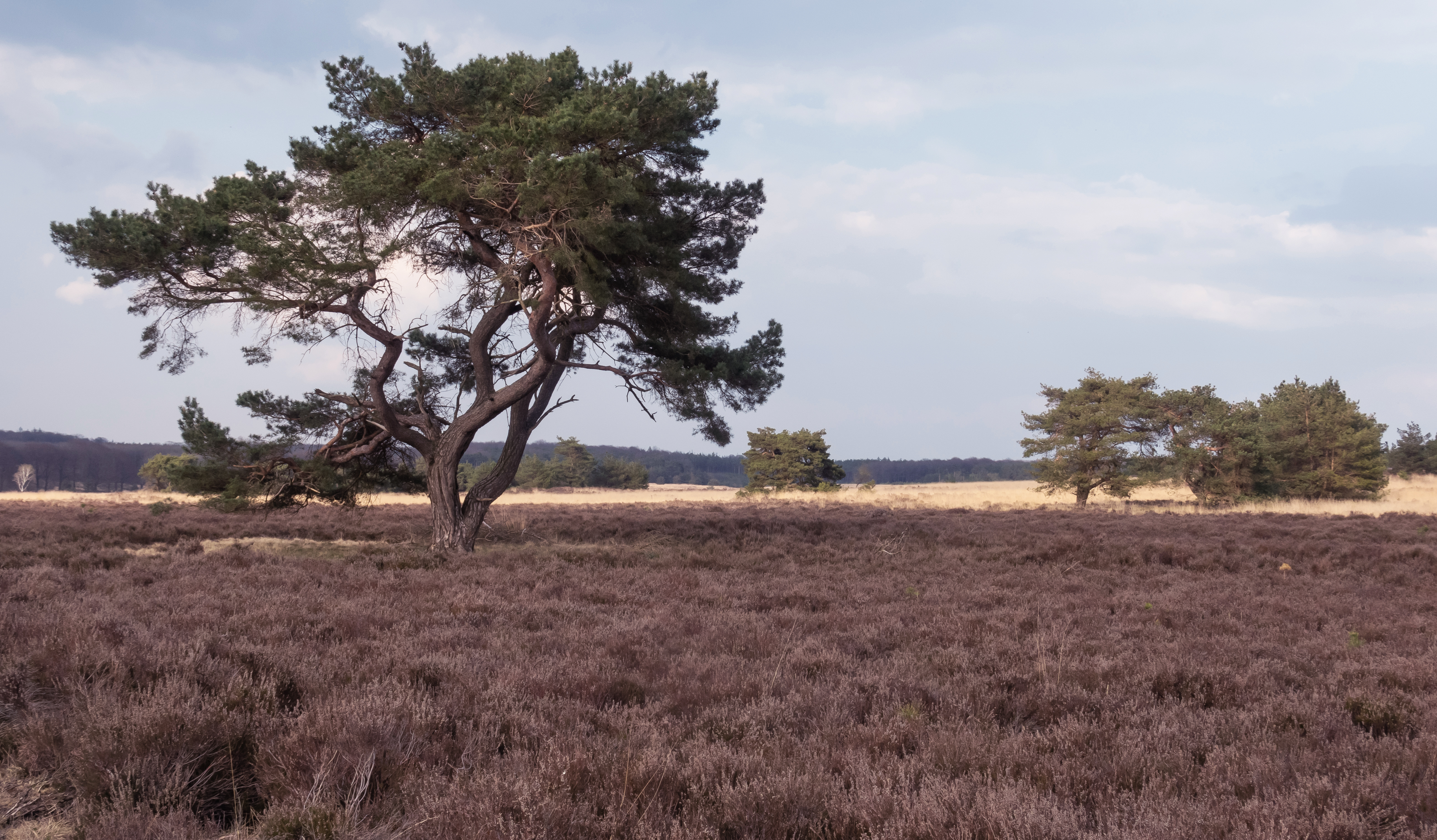
Baum mit Heidekraut